# Хронология вторжения России на Украину (декабрь 2022)
Данная статья является частью хронологии широкомасштабного вторжения РФ на Украину и описывает события, произошедшие в декабре 2022 года.

## Декабрь

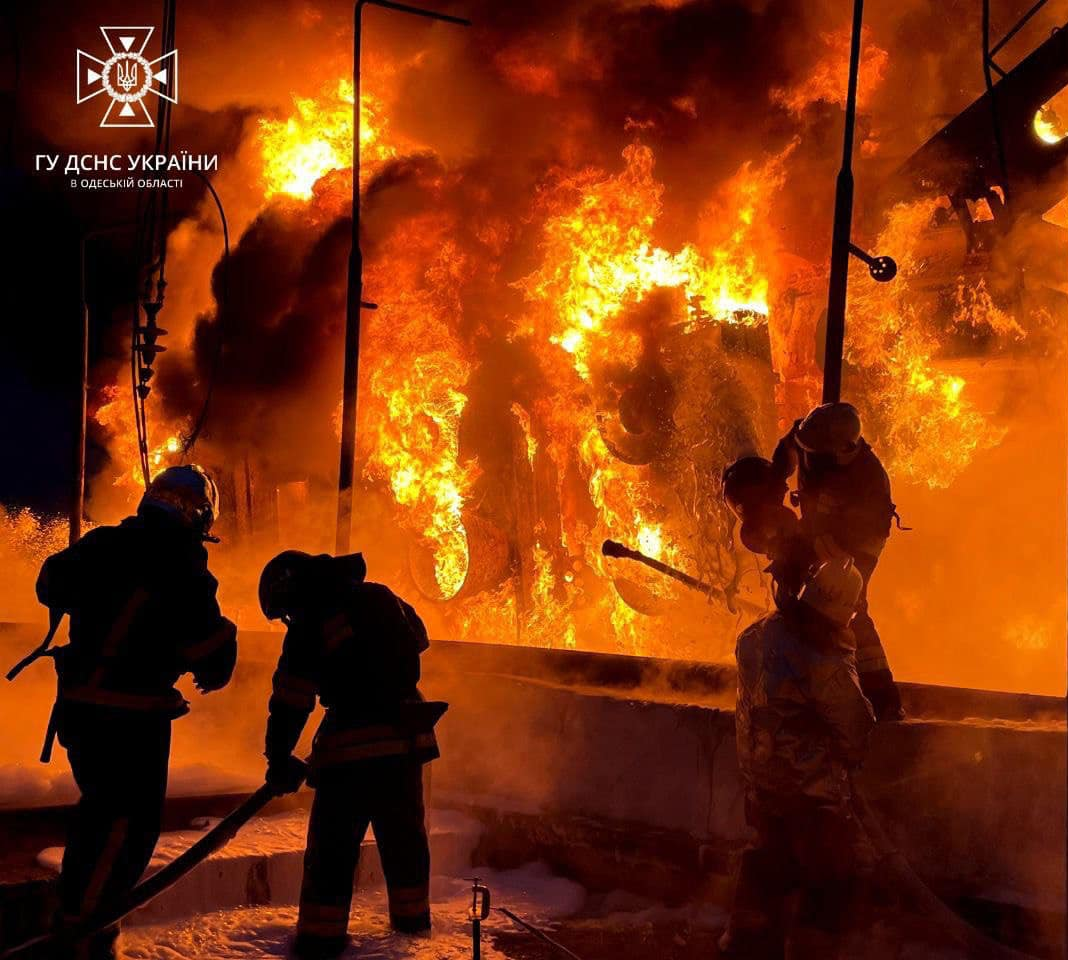
Ликвидация последствий обстрела в Одесской области

### 1 декабря
Россия и Украина обменялись военнопленными в количестве 50 на 50.

### 5 декабря
Произошли взрывы на двух военных аэродромах России, Энгельс (Саратовская область) и Дягилево (Рязанская область). Повреждены три самолёта. Вероятной причиной называются диверсии или удары беспилотников. Официальной ответственности за удары руководство Украины не взяло. После этого состоялся новый массовый ракетный обстрел территории Украины. Согласно данным ВСУ, запущено более 70 ракет, сбито 60. Пострадали объекты энергетики, возникли проблемы с электроснабжением в Одессе и в Киевской области.

### 10 декабря
Россия ударила иранскими дронами-камикадзе по объектам энергетической инфраструктуры на юге Украины. По украинским данным, 10 из 15 дронов удалось сбить, однако из-за причинённых остальными разрушений почти вся Одесская область и часть Херсона осталась без электроэнергии. Повреждены жилые дома и роддом в Херсоне.
Правозащитники из России, Белоруссии и Украины — общество «Мемориал», Алесь Беляцкий и Центр гражданских свобод — награждены Нобелевской премией мира.

### 11 декабря
New York Times сообщил, что в результате ударов российских беспилотников по Одессе более 1,5 млн человек остались без электроэнергии. Президент Украины Зеленский заявил, что удары России являются частью общенациональной атаки на энергосистему Украины и что они поставили регион в очень сложную ситуацию, предупредив, что на восстановление подачи электроэнергии уйдёт несколько дней.

### 12 декабря
Взорван автодорожный мост на трассе между Мелитополем и пригородным селом Константиновка. По данным оккупационной администрации, взрыв является диверсией украинской стороны.

### 13 декабря
Министерство обороны России заявило о продвижении вперед и что днём ранее в результате её действий погибло 30 украинских военнослужащих. Генеральный штаб ВСУ заявил о миномётных и артиллерийских обстрелах в районе Авдеевки и Бахмута: по их данным, Россия продолжает концентрировать усилия на захвате обоих городов. Денис Пушилин сообщил, что более 50 % территории ДНР находится под контролем пророссийских сил.

### 14 декабря

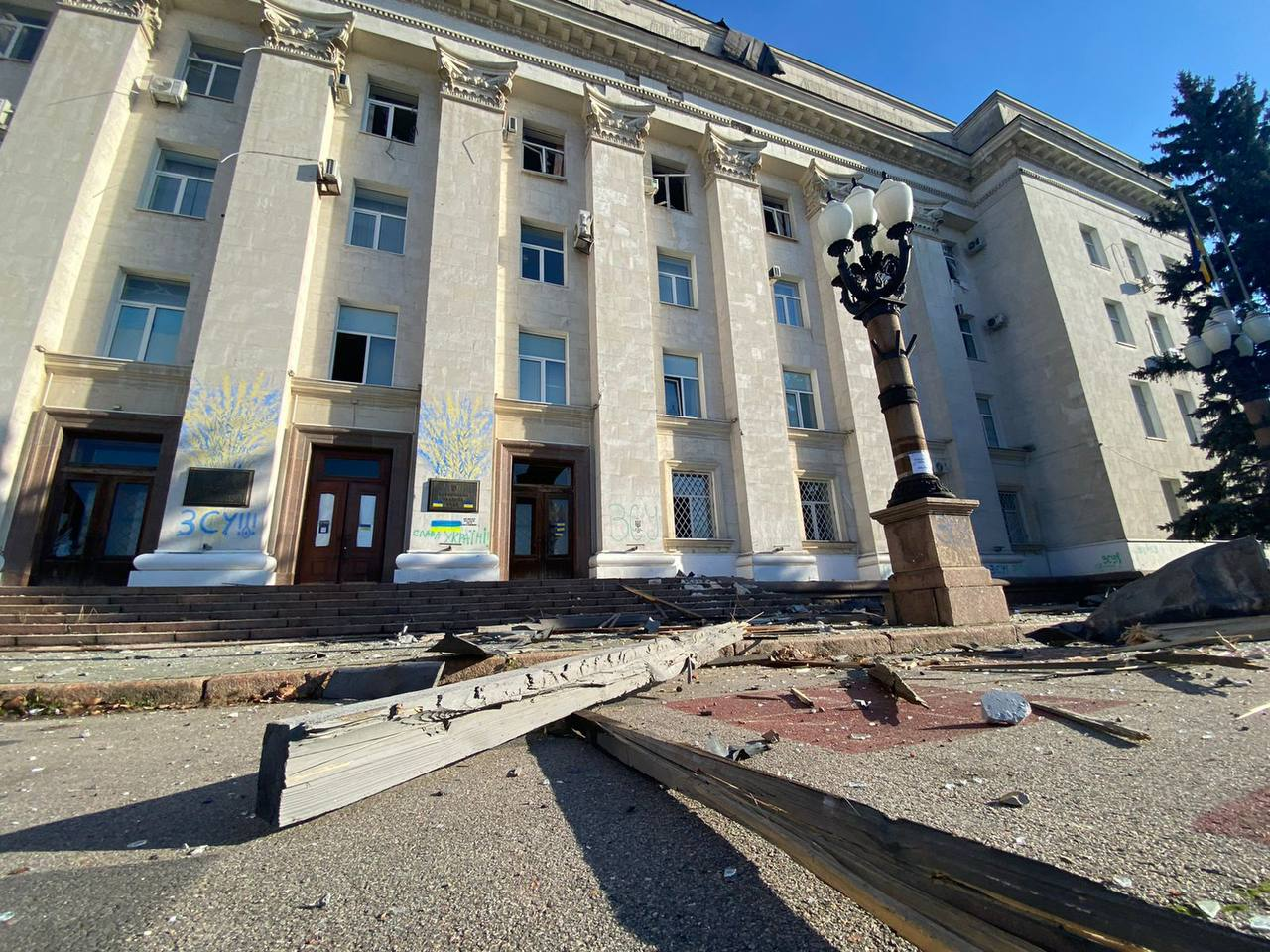
Здание Херсонской областной государственной администрации после обстрела 14 декабря

Российская армия запустила по Киеву и Киевской области иранские дроны-камикадзе. По данным Украины, все 13 дронов были сбиты, но обломками повреждены несколько зданий. Кроме того, российские войска обстреляли из реактивных систем залпового огня Херсон, повредив здание областной государственной администрации.
Состоялся обмен пленными, в результате которого освобождены 64 украинских военнослужащих, а также гражданин США, арестованный летом в Херсоне и обвинённый в ДНР «в разжигании межнациональной розни» за участие в митингах.
В Европарламенте состоялась церемония вручения премии «За свободу мысли» имени Сахарова, присуждённой народу Украины в лице президента и гражданского общества.

### 15 декабря
В интервью The Guardian украинский министр обороны Алексей Резников заявил, что Россия может начать новое наступление в феврале 2023 года. ISW также отмечал, что российские войска после ухода с западной части Херсонской области передислоцированы на Донбасс, где были усилены мобилизированными, могут начать наступление в западной части Донецкой области в районах Угледара, Бахмута и Донецка.
Из минометов россияне обстреляли приграничные районы Сумской области, но по словам украинских властей, обошлось без жертв и разрушений. Губернатор Курской области заявил, что обстрелу подвергся хутор Кучеров Беловского района. По его словам обошлось без жертв, однако «в двух домовладениях повреждены фасады, выбиты стёкла, частично разрушены заборы». 
Сейм Польши признал РФ спонсором терроризма. 

### 16 декабря

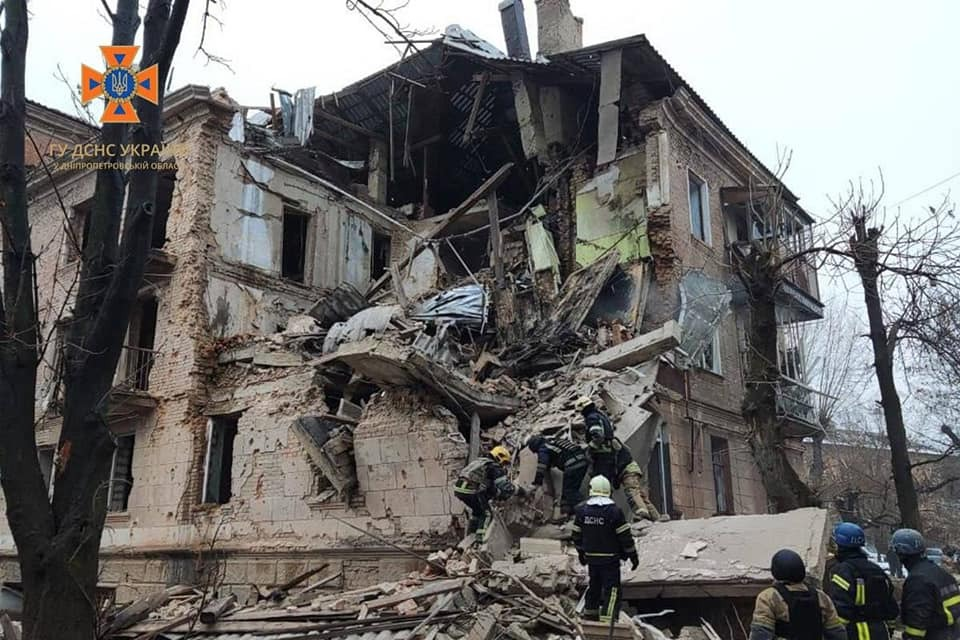
Разрушенный дом в Кривом Роге

Россия совершила очередной — девятый с октября — масштабный ракетный удар по энергетической инфраструктуре Украины. По данным ВСУ, было запущено 76 ракет (72 крылатых и 4 управляемые авиационные), из которых 60 удалось сбить. При этом 40 ракет (из которых 37 сбиты) было выпущено по Киеву, что стало самой большой ракетной атакой на город с начала войны.
По словам главы Минэнерго Германа Галущенко, были повреждены около 9 электростанций, и подача энергии в стране сократилась наполовину. По всей стране прошли аварийные отключения электроэнергии. Без электричества остались Харьков, Полтава и Кременчуг; отключения также имели место в Сумской и Одесской областях. Кроме того, ракетным ударом разрушен дом в Кривом Роге (4 человека погибли, 13 ранены).
Одна российская ракета Х-55 залетела из Белоруссии в Польшу и упала около города Быдгощ, в 400 км от белорусской границы. Её боеголовка была бетонной. Предполагается, что эта ракета была запущена, чтобы служить ложной целью для украинской ПВО.
Евросоюз утвердил девятый пакет санкций против России. Приостановлены лицензии на вещание в Европе у каналов «НТВ» и «НТВ Мир», «Россия-1», РЕН-ТВ и Первого канала; введены санкции против всех парламентских партий, 40 депутатов Госдумы, 44 членов Совета Федерации, 20 членов Конституционного суда, 4 министров, 7 губернаторов и ряда других лиц; запрещены операции с Всероссийским банком развития регионов, заморожены активы Московского кредитного банка и Дальневосточного банка; расширен список запрещённых к экспорту в Россию товаров и технологий двойного назначения. Введены санкции против 168 предприятий, связанных с оборонным сектором, и запрещены новые инвестиции в энергетическую и горнодобывающую отрасль РФ.

### 19 декабря

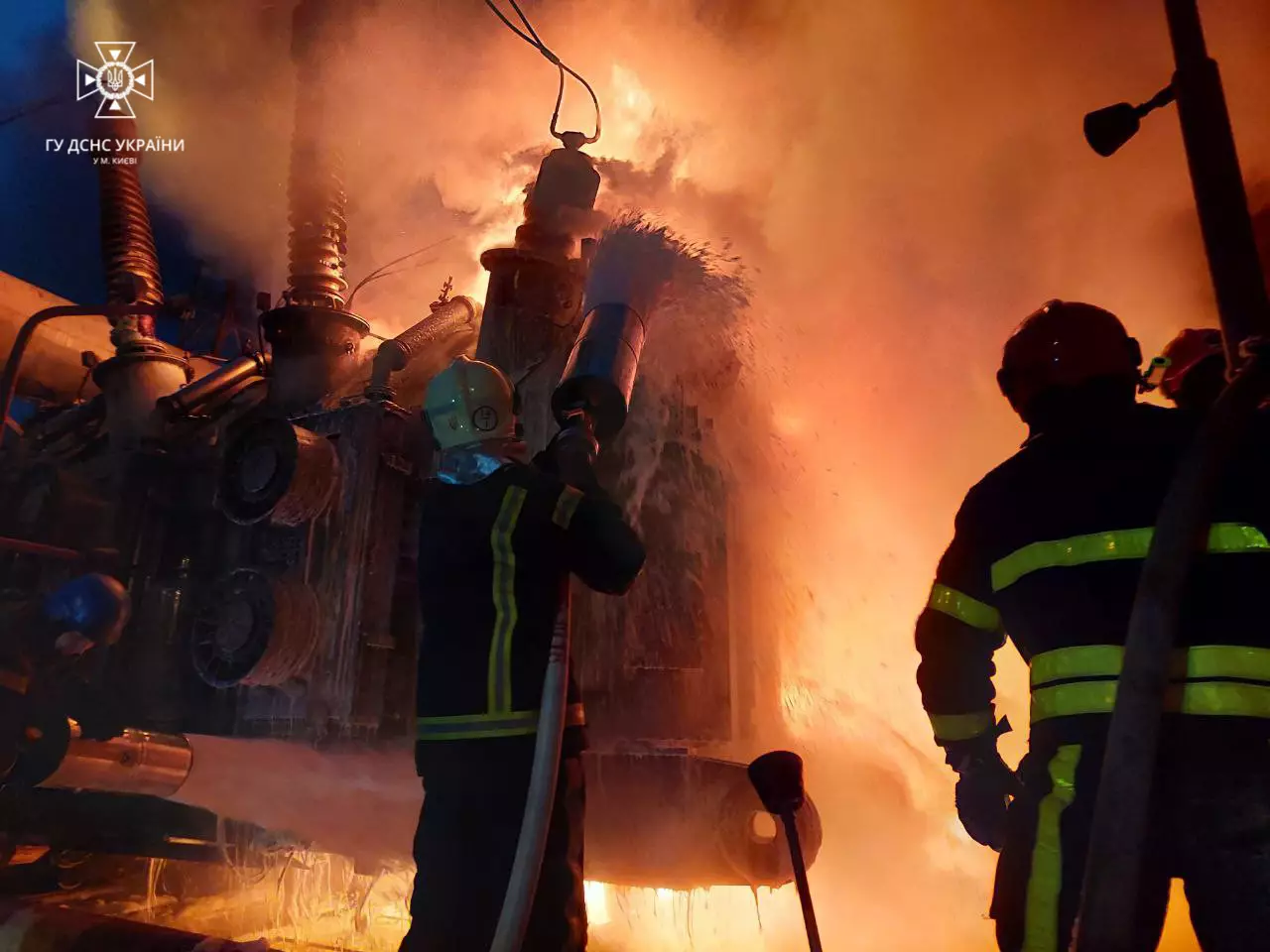
Пожар на инфраструктурном объекте в Киеве после удара

Российская армия совершила очередную атаку Украины иранскими дронами-камикадзе. Главной целью стала критическая инфраструктура страны, в частности, объекты электро- и водоснабжения. По данным командования Воздушных сил Украины, с восточного побережья Азовского моря было выпущено около 35 дронов Shahed-136 и Shahed-131, 30 из которых были сбиты. В частности, 23 дрона были запущены на Киев, из которых уничтожено 18 (данные украинских властей). По словам Владимира Зеленского, это были «Шахеды» из новой полученной Россией партии в 250 штук. Сообщается о повреждении ряда объектов критической инфраструктуры Киева, а также объектов инфраструктуры и частных домов в Киевской области. В столице и области усилился дефицит электроэнергии, что повлекло новые перебои с тепло- и водоснабжением. Кроме того, дронами была атакована Николаевская область. Вновь повреждено здание Херсонской областной военной администрации, уже обстрелянное 14 декабря.
Министерства Обороны РФ заявило, что российские войска заняли населённый пункт Яковлевка в Донецкой области.

### 24 декабря

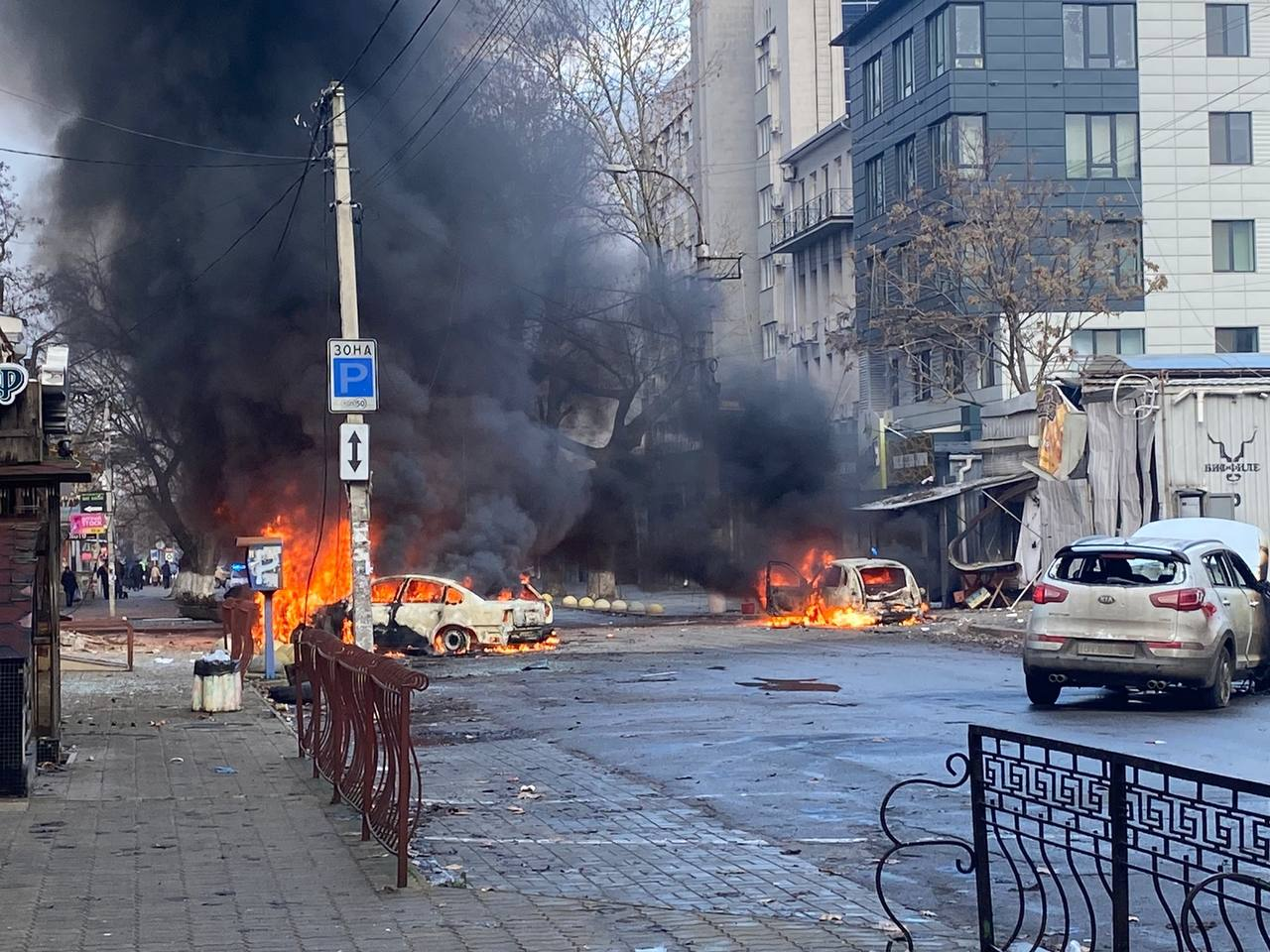
Херсон после обстрела

Утром российские войска обстреляли Херсонскую область, в том числе сам Херсон. По данным местных властей, в городе пострадали частные и многоквартирные дома, детсад, школа, больница, магазины, завод и объекты инфраструктуры. В результате обстрела центра города погибли (по состоянию на вечер) 10 человек и были ранены 55, из которых 18 в тяжёлом состоянии.

### 25 декабря
По сообщению украинских военных, Россия нанесла более 10 ракетных ударов по Купянскому району Харьковской области, обстреляла более 25 населённых пунктов на Купянско-Лиманской линии фронта, а также поразила почти 20 населённых пунктов в Запорожье. Минобороны России заявило, что на линии соприкосновения Купянск-Лиман было уничтожено около 60 украинских военнослужащих, а также большое количество единиц украинской военной техники.

### 29 декабря

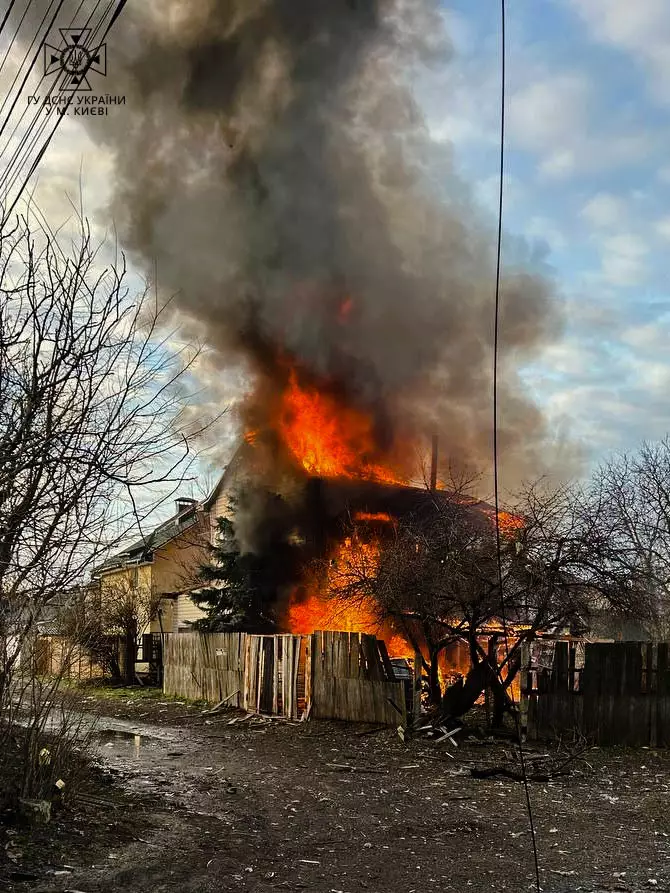
Дом в Киеве, загоревшийся от обломков ракеты

Очередной массированный российский удар по Украине ракетами и иранскими дронами-камикадзе. По данным Воздушных сил ВСУ, Украину обстреливали стратегические бомбардировщики Ту-95МС ракетами Х-101/Х-555, дальние бомбардировщики Ту-22М3 ракетами Х-22 и Х-32, корабли в Чёрном море ракетами «Калибр», а также ракетные комплексы С-300, обстреливавшие прифронтовые города. Сообщается о 70 крылатых ракетах, 58 из которых были сбиты.
Над Киевом, по данным местных властей, зафиксировано 16 ракет, все из которых сбиты. Обломки повредили два жилых дома, предприятие и детскую площадку; пострадали три человека. Над Одесской областью сбили 21 ракету, но несбитые повредили энергетическую инфраструктуру, и в Одессе исчезли электро- и водоснабжение. В одном из сёл области обломки ракеты попали в дом.
Взрывы прогремели также во Львове, Харькове, Николаеве, Житомирской и Тернопольской областях; в Ивано-Франковской области ракета попала в дом. В Киеве остались без электроэнергии 40 % потребителей, во Львове — 90; экстренные отключения были также в Одесской, Николаевской и Днепропетровской областях.
На территории Беларуси упала ракета. В Минобороны РБ заявили, что белорусские ПВО сбили ракету С-300, выпущенную с территории Украины.

### 31 декабря

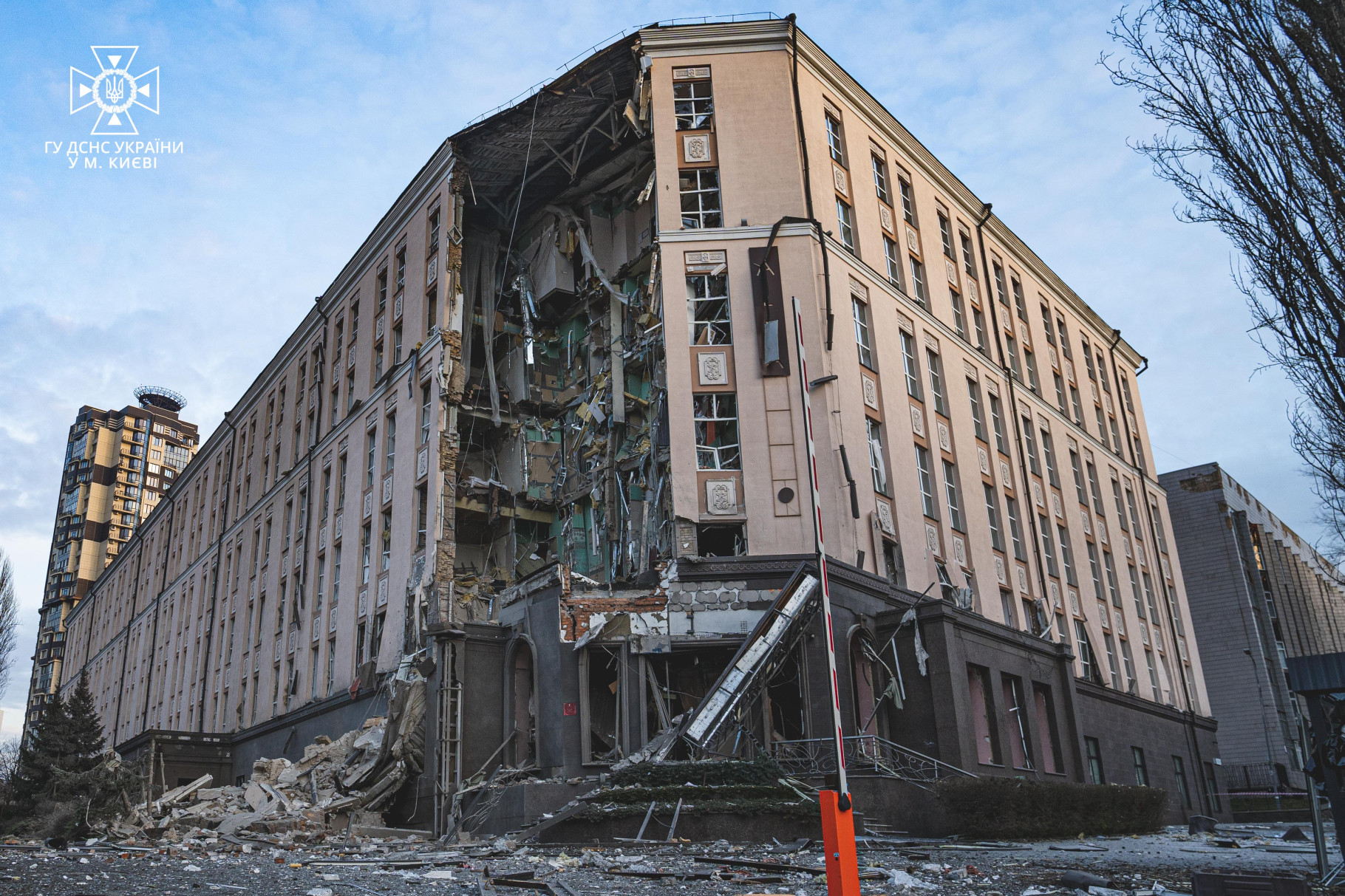
Гостиница в Киеве после обстрела

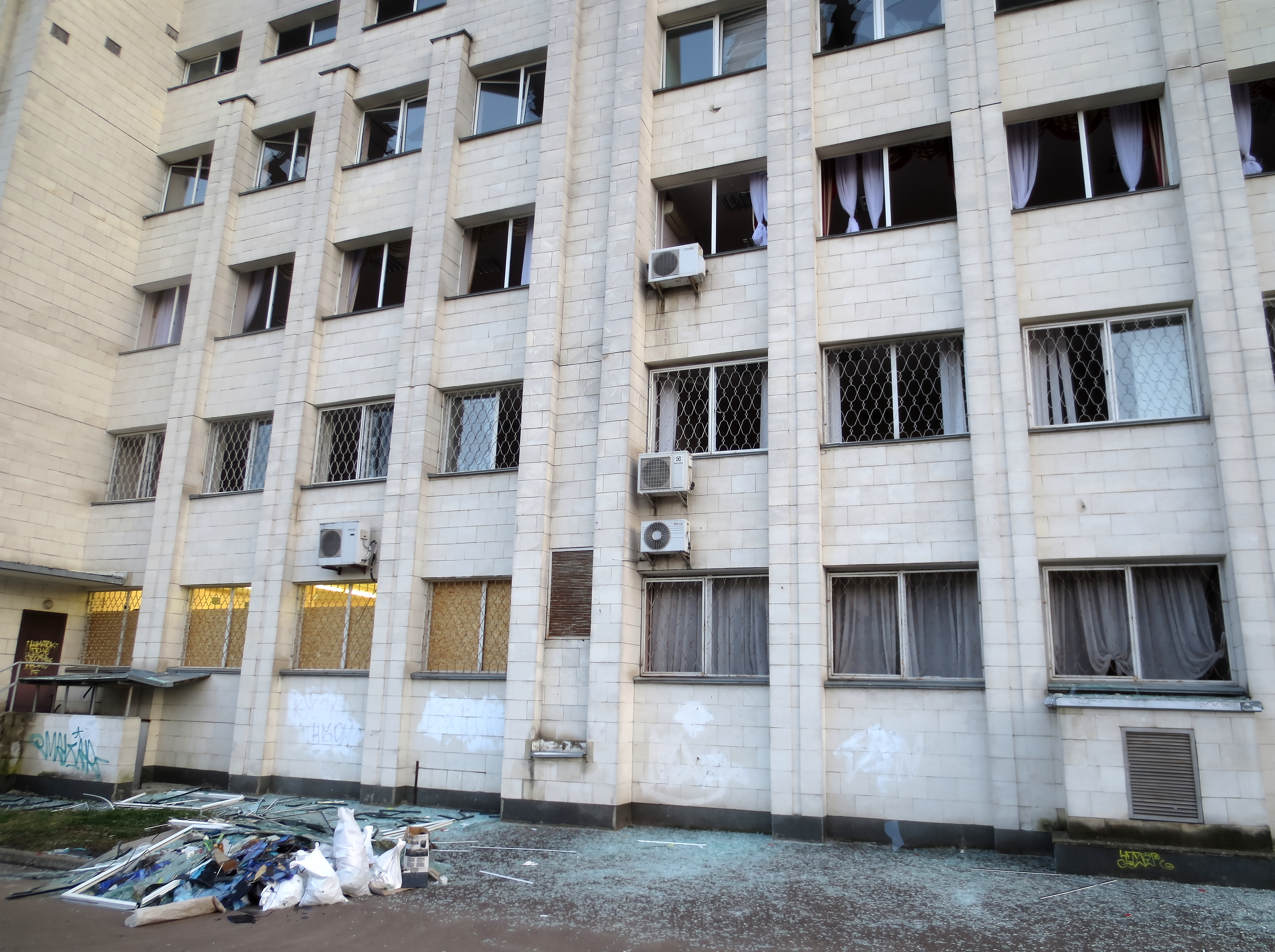
Выбитые окна географического факультета Киевского национального университета

Днём российская армия совершила новый массированный ракетный обстрел Украины. По данным ВСУ, с самолётов Ту-95МС, кораблей Каспийской флотилии (использовались в этой войне впервые) и из наземных комплексов было запущено более 20 ракет, из которых 12 сбиты. Министерство обороны РФ заявило об ударе высокоточным оружием по местам изготовления ударных беспилотников. В Киеве есть разрушения в 4 районах; 1 человек погиб, 21 ранен (в том числе журналист из Японии). Частично разрушена гостиница, повреждены дворец «Украина» (крупнейшая концертная площадка страны), 9 факультетов и ряд других зданий Киевского национального университета. Есть также попадания в Хмельницком (7 пострадавших), Николаеве (6 раненых), Запорожье (4 раненых) и Краматорске. Повреждена одна ТЭС, однако в целом энергосистема страны, по словам министра энергетики Германа Галущенко, серьёзного ущерба не получила.
ВСУ сообщали о нанесении удара по скоплению российских войск в селе Чулаковка Херсонской области.
В результате очередного обмена пленными украинская сторона сообщила об освобождении 140 человек, а российская — 82.